# Albert Ghiorso
Albert Ghiorso   (Vallejo, 15 de juliol de 1915 - Berkeley, 26 de desembre de 2010) fou un enginyer nuclear estatunidenc codescobridor de 12 elements químics sintètics (americi, curi, berkeli, californi, einsteini, fermi, mendelevi, nobeli, lawrenci, rutherfordi, dubni i seaborgi), que van del nombre atòmic 95 al 106.

## Vida
D'ascendència italiana i espanyola, quan encara era nin es traslladà amb la seva família de Vallejo a Alameda, Califòrnia. De nen li apassionaven els avions, les màquines i la ràdio, i ja adolescent, construí ràdios d'ona curta que superaven els aparells militars. Estudià enginyeria elèctrica a la Universitat de Califòrnia a Berkeley on s'hi graduà el 1937.
Després de graduar-se començà a treballar per Reginald Tibbets, un altre ràdio-aficionat, que havia muntat una empresa de subministrament de detectors de radiació per al govern. Ghiorso ja s'havia guanyat fama en superar tècnics militars en comunicacions a molta llarga distància, i la feina amb Tibbets refermà aquesta reputació. En alguna ocasió treballà per al Laboratori Nacional Lawrence de Berkeley, on establí amistat amb el físic i químic Glenn T. Seaborg. Allà també hi conegué una de les secretàries del centre, Wilma Belt, amb la qual s'hi casà.
Ghiorso gaudia de l'òpera, l'art i l'observació d'ocells amb la seva dona. Inventà un flaix especial per a la seva càmera, amb la qual pogué fotografiar ocells extremadament rars. Donà suport i realitzà donacions a moltes organitzacions implicades en la protecció del medi ambient. Fou molt actiu en la divulgació educativa, incloent aparicions en programes de televisió relacionats amb la ciència, reunir-se amb estudiants a les aules, organitzant visites al laboratori de Berkeley i escrivint ressenyes populars sobre la recerca de nous elements. És famós pel seu interminable flux de "doodles" creatius, que defineixen una forma d'art que suggereix fractals.
Albert Ghiorso morí d'una insuficiència cardíaca mentre es recuperava d'una caiguda menor a casa seva prop de la Universitat de Berkeley, on hi havia viscut durant 60 anys. Amb la seva esposa Wilma tengueren un fill, William Belt Ghiorso, enginyer al Laboratori Nacional Lawrence de Berkeley i una filla, Kristine M. Pixton (1945), artista professional i dissenyadora de programari.

## Obra
Durant els primers anys dissenyà i construí els primers comptadors Geiger comercials per detectar la radiació nuclear. Cap al 1942, s'havia iniciat el Projecte Manhattan amb l'objectiu de desenvolupar la primera bomba atòmica i Glenn T. Seaborg fou encarregat d'estudiar la química del plutoni. Ghiorso s'uní al seu grup al Laboratori Metal·lúrgic de Chicago. Durant els anys 1942-46, inventà tècniques per identificar la radiació nuclear, en particular l'analitzador d'altura de pols de 48 canals, que permeté identificar els productes de les reaccions de fissió nuclear, i identificar així els nuclis que les produïen. Utilitzant aquest instrument, Ghiorso descobrí dos nous elements, l'americi i el curi. El seu treball també fou fonamental per aclarir la química del plutoni, utilitzada en la fabricació de les primeres bombes atòmiques.

Taula periòdica amb la data del descobriment dels elements i el país del descobridor. Els primers transurànids, elements situats després de l'urani de nombre atòmic 92, foren descoberts per l'equip estatunidenc de Ghiorso.

Posteriorment, Ghiorso i els seus col·laboradors produïren i identificaren el berkeli i el californi, validant la hipòtesi de Seaborg sobre l'existència dels elements transurànids. Durant els anys 1952-53, Ghiorso i els seus col·laboradors de Berkeley i un grup del Laboratori Nacional d'Argonne, prop de Chicago, Illionis, participaren en un examen de la radioactivitat de la pols atmosfèrica recollida a la primera explosió termonuclear (l'esdeveniment “Mike”). Aquest treball suposà el descobriment de dos elements addicionals, l'einsteini i el fermi. A mitjans dels anys 1950, utilitzaren el ciclotró de Berkeley per produir 17 àtoms del mendelevi. Aquesta fou la primera vegada que s'identificà un element a un sol àtom mitjançant una tècnica revolucionària concebuda per Ghiorso.

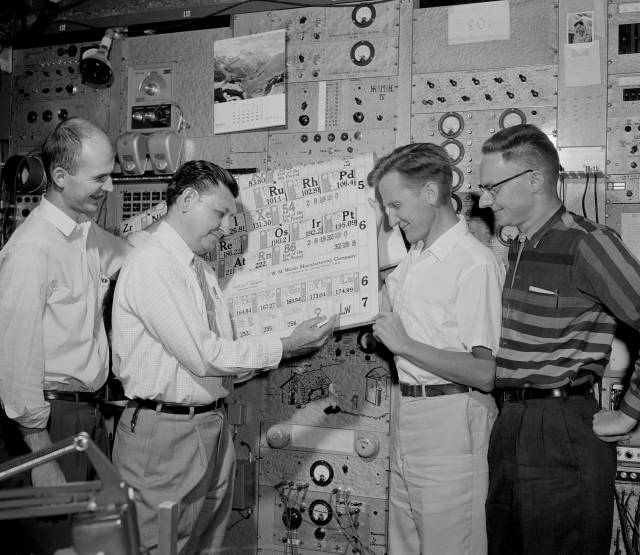
Albert Ghiorso assenyala el lawrenci al lloc 103 de la taula periòdica juntament amb els membres del seu equip, d'esquerra a dreta: Robert Latimer, Torbjorn Sikkeland i Almon Larsh.

Després del descobriment del mendelevi, quedà clar que per ampliar encara més la taula periòdica, caldria un nou accelerador i es creà l'accelerador d'ions pesants de Berkeley (HILAC), amb Ghiorso a càrrec. Aquesta màquina s'emprà per al descobriment del nobeli, lawrenci, rutherfordi, dubni i seaborgi, cadascun d'ells identificat amb pocs àtoms. Per a cada element, es van haver d'inventar i desenvolupar tècniques noves per fer front a les mínimes taxes de producció i detecció. Per al nobeli, Ghiorso inventà una tècnica de doble recuperació. Per al lawrenci introduí detectors de partícules alfa d'estat sòlid, que tenien una resolució d'energia més alta que els comptadors proporcionals al gas. Per al rutherfordi introduí una roda giratòria ràpida per transportar els productes de curta durada als detectors de radiació. Per al dubni el grup afegí tècniques electròniques de correlació de temps. Per al seaborgi desenvoluparen un augment significatiu de les eficiències de producció i detecció, requerint un refredament objectiu, seqüenciació de mostres i una anàlisi sofisticada de dades.
Les tècniques inventades i utilitzades pels equips de Ghiorso es van adoptar i ampliar en nombrosos laboratoris a tot el món. El treball de Berkeley va influir directament en treballs similars al laboratori GSI de Darmstadt, Alemanya, on es van descobrir els elements de números atòmics del 107 al 112 i a l'Institut Conjunt d'Investigació Nuclear (Dubnà, Rússia), on es van descobrir els elements 113 a 118.
Ghiorso rebé diversos premis, com el Lifetime Achievement Award de la Radiochemistry Society, el G. D. Searle and Co. Award, i un doctorat honorífic del Gustavus Adolphus College. Fou membre de l'Acadèmia Americana de les Arts i les Ciències i de l'American Physical Society. Figura en el Llibre Guinness dels Rècords Mundials amb "La majoria dels elements descoberts".